# Microsoft Mahjong

；其前身爲《Mahjong Titans》，《Shanghai Solitaire》以及《Taipei》；是一款微軟製作的麻將接龍電腦遊戲。其題名為《Mahjong Titans》的版本由Oberon Media開發，並搭載于Windows Vista 以及Windows 7（簡易版和家用入門版除外）當中。它充分利用了Windows Vista的圖形介面的優勢，並可以選擇不同的牌子堆疊法以及背景圖。（在Windows Vista Build 5219至5259的版本中，該游戲的名字叫做《Shanghai Solitaire》（上海接龍）。）這款遊戲沒有搭載於Windows 8及後來的Windows當中，後來由Arkadium開發 ，Microsoft Studios發行的《Microsoft Mahjong》是其續作，使用者可以到Windows市集免費下載。
該遊戲有一個較爲古老的版本叫做《Taipei》（臺北），它是《微軟娛樂包1》以及《微軟最佳娛樂包》中的遊戲之一該版本擁有32767個可玩的關卡。

## 遊戲特點
该遊戲在《Mahjong Titans》的6种麻將牌堆疊法的基礎上增加了超過40種（在遊戲中）被稱作「拼圖」（Puzzle）的堆疊法。這些「拼圖」又被分爲不同的難度，分別是——「簡單」、「中級」、「困難」、「專家」。麻將及背景樣式可以在主介面中的「主題」中選擇包括傳統麻將牌（寧靜）樣式的不同主題。遊戲還擁撤銷以及重新洗牌系統，可以使玩家及時糾錯並變更麻將的排列方法。此外，新遊戲還擁有一些網路特性，比如成就系統和每日挑戰。

## 規則
遊戲規則類似《Mahjong Titans》，是將桌上的所有牌子進行配對，直到消除桌上所有的牌。	
- 牌子上面有牌子的話，則這個牌子不能動。
- 牌子的「左右」有任何一張牌子的話，這個牌子也不能動。
- 百搭牌（同《Mahjong Titans》中的「春」、「夏」、「秋」、「冬」以及「梅」、「蘭」、「竹」、「菊」）可以任意配對消去。
- 可以利用重新洗牌以及撤銷來騰出可用的配對。